# OMF International
OMF International est une organisation missionnaire chrétienne évangélique interconfessionnelle internationale. Son siège principal est situé à Singapour. Connue pendant 99 ans comme la China Inland Mission (Mission intérieure chinoise), elle change de nom en 1964 et à nouveau en 1983, où elle adopte son nom actuel. 

## Histoire
L’organisation est fondée en 1865 sous le nom de "Mission à l'Intérieur de la Chine" par Hudson Taylor, un missionnaire de la Société chinoise d’évangélisation, qui ne trouve pas en Chine de société partageant ses principes spirituels de foi et de prière . Le 26 mai 1866, le premier groupe missionnaire arrive en Chine sur le "Lammermuir" après un voyage de quatre mois. En 1964, l’organisation est renommée Overseas Missionary Fellowship.  En 1993, elle est renommée "OMF International".

## Programmes
L’organisation a des programmes centrés sur l'évangélisation, la formation de disciples, l’appui aux églises et l'aide humanitaire chrétienne.

## Postérité
La "mission intérieure de la Chine" nouvellement fondée travaille suivant les principes établis par Taylor. En 1872, le conseil de Londres est formé. En 1875 commence l’évangélisation systématique de la Chine. 
Dix-huit missionnaires supplémentaires sont requis en 1881 pour couvrir les neuf provinces encore non couvertes, suivis de 70 autres, puis de 100 en 1886. Il y eut à plusieurs reprises des crises au sein de la mission, qui fut également la cible d'attaques. Taylor ne cessa toutefois pas de voyager pour recruter.
En 1900, des attaques ont lieu durant la révolte des Boxers. La même année, Dixon Edward Hoste prend la direction de la mission, qui établit des liens avec les mouvements "Revival" et "Holiness". En 1951, elle doit se retirer du pays après la prise du pouvoir par le Parti communiste. 
La "mission intérieure de la Chine" donna un véritable élan au développement du protestantisme chinois. Au total, elle a amené plus de 800 missionnaires à travailler en Chine, où ils ont fondé plus de 125 écoles et converti quelque 18 000 personnes au christianisme. Ils ont également établi 300 stations dans les dix-huit provinces de la Chine, y employant plus de 500 travailleurs locaux.